# Melanostoma otaniense
Melanostoma otaniense är en tvåvingeart som beskrevs av Matsumura 1919. Melanostoma otaniense ingår i släktet gräsblomflugor, och familjen blomflugor. Inga underarter finns listade i Catalogue of Life.